# 블라고다르니
블라고다르니(러시아어: Благодарный)는 스타브로폴 지방 블라고르다르넨스키군의 중심지이다. 인구는 3만 4,500명(2003년)이다.
모크라야부이볼라강(쿠마강의 지류)에 접해고 스타브로폴에서 150 km지점에 위치해 있다.